# Francisco Bores
Francisco Bores López (Madrid, 6 maggio 1898 – Parigi, 10 maggio 1972) è stato un pittore spagnolo.

## Biografia
Figlio di un governatore delle Filippine, si avvicinò alla pittura nell'accademia di Cecilio Pla, e indirizzò la sua attenzione ai maestri del Prado, realizzando copie di Diego Velázquez e di Francisco Goya..
Nel primo dopoguerra frequentò il gruppo spagnolo artistico e letterario d'avanguardia definito degli "ultraisti".
In questo periodo collaborò con svariate riviste, quali Horizonte, Cruz y Raya, Índice, Revista de Occidente. DUrante il 1922  partecipa alla Exposición Nacional de Bellas Artes. Tre anni dopo partecipò alla esposizione della Sociedad de Artistas Ibéricos. Lo scarso successo riscosso lo convinse a trasferirsi a Parigi, a Montparnasse.
Fece parte, così, della seconda ondata di artisti spagnoli che giunsero a Parigi durante gli anni venti e fu in contatto con Pablo Picasso, Mirò, Henri Matisse e Juan Gris, riprendendo dal primo la composizione di tipo cubista e dal secondo i modi di trattare luce e colore e l'amore per la linea, armonizzandone le influenze nella propria opera.
Sin dalla sua prima esposizione parigina, nel 1927, oltre alla grande influenza della lezione di Gris sulla sintesi plastica e formale necessaria per prendere spunto dalla realtà e presentarla artisticamente, evidenziò imbarazzi e dubbi sulla staticità cubista, che evolse con la ricerca del movimento e della spazialità.
Durante le sue esposizioni ebbe modo di conoscere e frequentare vari personaggi del mondo artistico e culturale tra i quali Max Jacob, Jean Cocteau, Raymond Radiguet, André Breton, Man Ray.
Bores espose a Londra nel 1934 assieme a André Beaudin e Salvador Dalí e partecipò all'esposizione Minotaure, al palazzo delle Belle Arti di Bruxelles.
Non si lasciò influenzare né dal movimento surrealista e nemmeno da quello astrattista, riuscendo invece a sviluppare uno stile "segnico" frutto di una sintesi di forme, colori, toni, narrazioni, talvolta accostata alla pittura rupestre.
Negli anni trenta e quaranta espose in svariate galleríe parigine, quali la Galleria Georges Petit, la Bernheim e la Vavin Raspail.
Partecipò a varie esposizioni collettive rappresentando l'Exposición de Arte Español Contemporáneo al Museo de Jeu de Paume di Parigi.
Stipulò contratti con la Galleria Zwemmer di Londra, la Galleria Simon parigina oltre a molte gallerie americane, come ad esempio la Buchholz di New York.
Durante la seconda guerra mondiale si ritirò a Saint-Jean-de-Luz dove riallacciò l'amicizia con Matisse.
Nel secondo dopoguerra si avvicinò ad esperienze materiche.
Bores realizzò durante il 1961 une serie di litografie per l'illustrazione di opere complete di Albert Camus.
Dopo la sua morte una cinquantina di esposizioni di sue opere a titolo retrospettivo furono organizzate, partendo dalla Galleria Villand et Galanis (1975), passando per il Musée d'histoire et d'art di Lussemburgo (1976), fino a Madrid al Museo Reina Sofía di Madrid (1999).
Dipinse nature morte, paesaggi e figure con cromatismo leggero.
Occupandosi della carriera di Bores il critico Joaquin de la Puente distinse varie epoche:
- Classicismo rivisitato (1923-1925)
- Neo cubismo (1925-1929)
- Pittura-naturalista (1929-1933)
- Scene di ricerca interiore (1934-1949)
- Periodo bianco (1949-1969)